# Acoyapa
Acoyapa là một khu tự quản thuộc tỉnh Chontales, Nicaragua. Khu tự quản Acoyapa có diện tích 1382 ki lô mét vuông. Đến thời điểm năm 2005, huyện Acoyapa có dân số 16946 người.